# Barnacullian
Barnacullian est le quatorzième plus haut sommet des montagnes de Wicklow, avec 714 mètres d'altitude, en Irlande.